# 長沙大学駅
長沙大学駅（ちょうさだいがくえき）は、中華人民共和国湖南省長沙市開福区にある3号線の駅である。

## 駅構造
- 1号線：島式ホーム1面

## 駅周辺
- 長沙大学
- 洪山橋
- 月湖公園北門